# 1914 az irodalomban
Az 1914. év az irodalomban.

## Megjelent új művek

### Próza
- Theodore Dreiser regénye: The Titan, az 1912-ben megjelent The Financier folytatása. Magyarul a két könyvet együtt, A pénz királya címen adták ki[1]
- Anatole France regénye: Angyalok lázadása (La Révolte des anges)
- André Gide regénye: A Vatikán titka (Les Caves du Vatican)
- James Joyce első könyve: Dubliners (Dublini emberek), novelláskötet
- Sinclair Lewis regénye: Our Mr. Wrenn (Wrenn urunk)
- Nacume Szószeki japán író regénye: Kokoro (Szív)
- Miguel de Unamuno 1907-ben írt regénye: Niebla ('niebla = köd')
- P. G. Wodehouse The Man Upstairs című novellakötete

### Dráma
- Georg Kaiser német drámaíró színműve: A calais-i polgárok (Die Bürger von Calais).[2] A darab 1917. évi frankfurti bemutatója aratott igazi sikert

### Magyar irodalom
- Ady Endre verseskötete: Ki látott engem? Benne pl.: Hunn, új legenda és Az idő rostájában
- Juhász Gyula kötete: Új versek
- Móricz Zsigmond regénye: Nem élhetek muzsikaszó nélkül

## Születések
- március 28. – Bohumil Hrabal cseh író († 1997)
- március 31. – Octavio Paz Nobel-díjas (1990) mexikói költő, esszéíró és diplomata († 1998)
- április 4. – Marguerite Duras francia írónő, forgatókönyvíró († 1996)
- április 26. – Bernard Malamud amerikai író, a második világháború utáni amerikai írónemzedék kiemelkedő személyisége († 1986)
- május 8. – Romain Gary litván származású francia regényíró, műfordító, filmrendező († 1980)
- augusztus 19. – Bajomi Lázár Endre író, műfordító, szerkesztő, irodalomtörténész († 1987)
- augusztus 26. – Julio Cortázar argentin író, a 20. századi dél-amerikai irodalom egyik legkiemelkedőbb alakja († 1984)
- október 27. – Dylan Thomas walesi költő és prózaíró († 1953)
- november 13. – Határ Győző Kossuth-díjas író, költő, műfordító, filozófus († 2006)

## Halálozások
- március 25. – Frédéric Mistral Nobel-díjas franciaországi okcitán nyelvű író, szótáríró (* 1830)
- március 31. – Christian Morgenstern német költő, író, műfordító (* 1871)
- április 2. – Paul Heyse Nobel-díjas német költő és elbeszélő, a müncheni költőkör tagja (* 1830)
- július 9. – Pósa Lajos, a magyar gyermekirodalom klasszikusa, dalszerző (* 1850)
- augusztus 4. – Jules Lemaître francia drámaíró, kritikus (* 1853)
- szeptember 5. – Charles Péguy francia költő, író (* 1873)
- szeptember 22. – Alain-Fournier francia költő, író (* 1886)
- november 3. – Georg Trakl osztrák költő, író (* 1887)
- 1914 körül – Ambrose Bierce Egyesült Államokbeli író, újságíró (* 1842)